# Gary Bailey
Gary Bailey (Ipswich, 9 agosto 1958) è un ex calciatore inglese, di ruolo portiere.
Ha legato il suo nome al Manchester Utd, club in cui ha militato per nove stagioni dal 1978 al 1987.

## Biografia
Nato in Inghilterra, ha vissuto però la sua infanzia in Sudafrica. Anche suo padre Roy Bailey ha giocato nello stesso ruolo, difendendo la porta di Crystal Palace e Ipswich Town.
Gary Bailey è sposato con la modella namibiana Michelle McLean eletta Miss Namibia 1991 e Miss Universo 1992.

## Carriera
Il debutto con la casacca del Manchester Utd è avvenuto il 18 novembre 1978 nella gara vinta dai Reds contro l'Ipswich Town per 2-0. A Manchester ha vinto per due volte la FA Cup (1983 e 1985) e raggiunto nel 1984 la semifinale di Coppa delle Coppe, prima che un infortunio lo costringesse a lasciare la squadra nel 1987. In questo lasso di tempo è stato allenato da Dave Sexton, Ron Atkinson e Alex Ferguson.
Si è ritirato alla fine della stagione 1986-1987, dopo essere stato colpito da un grave infortunio al ginocchio subito durante gli allenamenti per la preparazione al campionato del mondo 1986, incidente che gli impedì di giocare gran parte del suo ultimo anno da professionista; si ritirò quindi in Sudafrica per gli ultimi anni di carriera.
Ha rappresentato la sua nazionale per due volte, restando alle spalle di Peter Shilton.
Ha poi lavorato come presentatore in una TV sudafricana dove si parla di incontri di Premier League.

## Statistiche

### Cronologia presenza e reti in nazionale
| Cronologia completa delle presenze e delle reti in nazionale ― Inghilterra | Cronologia completa delle presenze e delle reti in nazionale ― Inghilterra | Cronologia completa delle presenze e delle reti in nazionale ― Inghilterra | Cronologia completa delle presenze e delle reti in nazionale ― Inghilterra | Cronologia completa delle presenze e delle reti in nazionale ― Inghilterra | Cronologia completa delle presenze e delle reti in nazionale ― Inghilterra | Cronologia completa delle presenze e delle reti in nazionale ― Inghilterra | Cronologia completa delle presenze e delle reti in nazionale ― Inghilterra |
| Data                                                                       | Città                                                                      | In casa                                                                    | Risultato                                                                  | Ospiti                                                                     | Competizione                                                               | Reti                                                                       | Note                                                                       |
| -------------------------------------------------------------------------- | -------------------------------------------------------------------------- | -------------------------------------------------------------------------- | -------------------------------------------------------------------------- | -------------------------------------------------------------------------- | -------------------------------------------------------------------------- | -------------------------------------------------------------------------- | -------------------------------------------------------------------------- |
| 26-3-1985                                                                  | Londra                                                                     | Inghilterra                                                                | 2 – 1                                                                      | Irlanda                                                                    | Amichevole                                                                 | −1                                                                         |                                                                            |
| 9-6-1985                                                                   | Città del Messico                                                          | Messico                                                                    | 1 – 0                                                                      | Inghilterra                                                                | Amichevole                                                                 | −1                                                                         |                                                                            |
| Totale                                                                     |                                                                            | Presenze                                                                   | 2                                                                          |                                                                            | Reti                                                                       | −2                                                                         |                                                                            |

## Palmarès

### Club

#### Competizioni nazionali
- Coppa d'Inghilterra: 2

Manchester Utd: 1982-1983, 1984-1985
- Charity Shield: 1

Manchester Utd: 1983